# Joanna Olczak-Ronikier
Joanna Olczak-Ronikier (ur. 12 listopada 1934 w Warszawie) – polska pisarka, scenarzystka, współzałożycielka kabaretu literackiego „Piwnica pod Baranami”.

## Życiorys
Pracowała jako kierownik literacki w Teatrze Bagatela w Krakowie i Teatrze Ludowym w Krakowie.
W 1994 napisała monografię Piwnica pod Baranami, a w 1998 biografię twórcy tego kabaretu – Piotra Skrzyneckiego, pt. Piotr. Jest też autorką sztuki Ja-Napoleon, wystawionej w Teatrze Dramatycznym w Warszawie w 1968, oraz scenariusza widowiska teatralnego Z biegiem lat, z biegiem dni..., granego w Starym Teatrze w Krakowie w reżyserii Andrzeja Wajdy (1978) i zekranizowanego w 1980 dla potrzeb telewizji jako serial pod tym samym tytułem.
Za książkę W ogrodzie pamięci (2001), w której opowiada dzieje własnej rodziny, otrzymała w 2002 Nagrodę Literacką „Nike”, a w październiku tego samego roku nagrodę Krakowska Książka Miesiąca. W 2011 nakładem wydawnictwa W.A.B. ukazała się książka Korczak. Próba biografii, za którą autorka otrzymała Nagrodę Klio oraz była nominowana w 2012 do Nagrody Literackiej „Nike”. W 2013 otrzymała nagrodę im. Jerzego Turowicza. Za wspomnienia Wtedy. O powojennym Krakowie była po raz kolejny nominowana do Nagrody Literackiej „Nike” (2016).

## Życie prywatne
Wnuczka Jakuba Mortkowicza i Janiny Mortkowiczowej, córka Hanny Mortkowicz-Olczakowej, matka Katarzyny Zimmerer.

### Genealogia
| 4. Stanisław Olczak (1875-1960)      |  |                                 |  |  |                             |
|                                      |  | 2. Tadeusz Olczak (1907-1983)   |  |  |                             |
| 5. Julia Wegner (1876-1931)          |  |                                 |  |  |                             |
|                                      |  |                                 |  |  | 1. Joanna Olczak (ur. 1934) |
| 6. Jakub Mortkowicz (1876-1931)      |  |                                 |  |  |                             |
|                                      |  | 3. Hanna Mortkowicz (1905-1968) |  |  |                             |
| 7. Żaneta Janina Horwitz (1875-1960) |  |                                 |  |  |                             |
|                                      |  |                                 |  |  |                             |